# Colonia Yurécuaro
Colonia Yurécuaro är en ort i Mexiko.   Den ligger i kommunen Maravatío och delstaten Michoacán de Ocampo, i den södra delen av landet, 150 km väster om huvudstaden Mexico City. Colonia Yurécuaro ligger 2 043 meter över havet och antalet invånare är 667.
Terrängen runt Colonia Yurécuaro är kuperad österut, men västerut är den platt. Runt Colonia Yurécuaro är det ganska tätbefolkat, med 104 invånare per kvadratkilometer. Närmaste större samhälle är Maravatío, 3,9 km söder om Colonia Yurécuaro. Omgivningarna runt Colonia Yurécuaro är en mosaik av jordbruksmark och naturlig växtlighet.